# Crossopetalum pungens
Crossopetalum pungens là một loài thực vật có hoa trong họ Dây gối. Loài này được (C.Wright) Rothm. mô tả khoa học đầu tiên năm 1944.